# Умершие в июне 2010 года
Это список известных людей, соответствующих установленным критериям значимости (см. Википедия:Критерии значимости персоналий), умерших в июне 2010 года.
Причина смерти указывается лишь в исключительных случаях (убийство, самоубийство, гибель в результате военных действий, смертная казнь, ДТП или несчастные случаи). В остальных случаях — не указывается.

## Список

### 1 июня
- Вознесенский, Андрей Андреевич (77) — советский и российский поэт, прозаик, художник, архитектор, один из известных поэтов-«шестидесятников»[1].
- Вера Любимова (91) — русская советская художница.
- Кадзуо Оно (103) — японский танцор, классик и гуру стиля буто[2].

### 2 июня
- Брагинская, Элла Владимировна (84) — советский и российский переводчик-испанист[3].
- Коутинью, Антониу Алва Роза (84) — португальский политический и военный деятель, один из ведущих участников «Революции гвоздик», губернатор Анголы (1974—1975)[4].
- Малашенков, Григорий Степанович (90) — Герой Советского Союза.
- Стам, Соломон Моисеевич (96) — советский и российский историк.
- Хруцкий, Эдуард Анатольевич (77) — советский и российский писатель и киносценарист; инфаркт[5].
- Таддеи, Джузеппе (93) — итальянский оперный певец, баритон[6].
- Ю Чан Сун (92) — премьер-министр Южной Кореи (1982)[7].

### 3 июня
- Арнольд, Владимир Игоревич (72) — советский и российский математик, президент Московского математического общества[8].
- Макклэнахан, Ру (76) — американская актриса, звезда телесериала «Золотые девочки»; инсульт[9].

### 4 июня
- Кавацив, Иосафат — священник и, возможно, епископ Украинской Греко-Католической Церкви, член ордена василиан, политзаключенный.
- Вуден, Джон (99) — американский баскетболист и баскетбольный тренер[10].
- Прик, Ольга Яковлевна (89) — тюрколог, исследователь караимского языка, кандидат педагогических наук.
- Попович, Геннадий Иванович (37) — украинский футболист, бывший нападающий «Зенита»[11].

### 5 июня
- Андерсон, Нил (83) — новозеландский вице-адмирал, Кавалер Ордена Бани, Рыцарь-Командор Ордена Британской империи[12].
- Корин, Григорий Александрович (Коренберг) (84) — русский советский поэт[13].
- Рахлина, Марлена Давидовна (84) — поэт, переводчик.

### 6 июня
- Гельцер, Михаил Львович — израильский (ранее советский) историк, специалист по древней истории Ближнего Востока.
- Павлов, Михаил Яковлевич (57) — председатель Минского горисполкома (2000—2009); рак[14].
- Смоляк, Ладислав (78) — чешский актёр и режиссёр[15].
- Хализов, Святослав Игоревич (47) — советский и российский хоккеист, мастер спорта международного класса, защитник[16].

### 7 июня
- Айбек Мирсидиков — криминальный авторитет.
- Найдёнов, Арсений Юдильевич (68) — советский и российский футбольный тренер[17].
- Мордехай Элияху (82) — главный сефардский раввин Израиля.

### 9 июня
- Зинченко, Александр Алексеевич (53) — украинский политический деятель, генеральный директор Национального космического агентства Украины (2009—2010)[18].
- Семёнова, Марина Тимофеевна (101) — советская балерина, народная артистка СССР, Герой Социалистического Труда. Танцевала в Мариинском и Большом театрах[19].
- Фролов, Валентин Иванович (73) — заслуженный тренер России по бадминтону[20].

### 10 июня
- Пода Аннаоразов — советский и туркменский государственный и партийный деятель.
- Гарсэн, Жинет (82) — французская актриса[21].
- Ойоно, Фердинанд Леопольд (80) — камерунский писатель и политик, министр иностранных дел Камеруна (1992—1997)[22].
- Георгиев, Виктор Михайлович (73) — режиссёр, сценарист (фильмы «Сильные духом», «
Кремлёвские куранты», «Идеальный муж», «У опасной черты»)[23].
- Барбара Скайдел — концертный менеджер и продюсер Bruce Springsteen , Led Zeppelin, Grand Funk Railroad, U2, Tom Petty & the Heartbreakers, Roger Waters, the Who, Keith Richards, The Pretenders, Sinéad O'Connor, Pete Townshend, Bob Geldof, Marianne Faithful, Sebastian Bach, Greg Lake, Suzanne Vega[24]. Архивная копия от 16 июня 2010 на Wayback Machine

### 11 июня
- Анохин, Алексей Васильевич (88) — Герой Советского Союза.
- Мансуров, Фуат Шакирович (82) — казахстанский и российский дирижёр и педагог, народный артист России[25].
- Небоисс, Артурс (85) — латвийский энтомолог.
- Нифонтов, Александр Николаевич (50) — президент Мотоциклетной федерации России; сердечный приступ[26].
- Папичев, Николай Васильевич (61) — генерал-майор внутренний службы, бывший начальник ГУ ФСИН по Омской области; убит[27].
- Пионтковский, Анджей (75) — польский фехтовальщик-саблист, призёр Олимпийских игр в Мельбурне (1956), Риме (1960) и Токио (1964)[28].
- Польке, Зигмар (69) — один из крупнейших мастеров немецкого постмодернизма, классик искусства XX в; рак[29].
- Райков, Евгений Тихонович (73) — советский и российский оперный певец, работавший в Большом Театре, народный артист СССР[30].
- Смоле, Янко (89) — председатель Исполнительного веча Социалистической республики Словения (1965—1967)[31].

### 12 июня
- Абдулин, Айтмухамед Абдуллаевич (85) — геолог-поисковик, доктор геолого-минералогических наук.
- Фуат Мансуров (82) — советский и российский дирижёр и педагог.
- Некрутенко, Юрий Павлович (74) — украинский энтомолог, лепидоптеролог.
- Ставиньский, Ежи Стефан (88) — польский прозаик, киносценарист, режиссёр[32].

### 13 июня
- Бобров, Рэм Исаакович (85) — советский и российский учёный-энергетик.
- Дин, Джимми (81) — американский кантри-певец[33].
- Козаев, Хетаг Аликович (19) — чемпион мира по боксу среди молодёжи в среднем весе по версии WBC; убийство[34].
- Комбо, Аюба (?) — председатель Военного Комитета Коморских островов (1995)[35].
- Сластенин, Виталий Александрович (79) — академик Российской академии образования, доктор педагогических наук, профессор[36].
- Третьяков, Сергей (53) — бывший сотрудник службы внешней разведки РФ, в 2000 г. бежавший в США[37].
- Юсуф, Аббас (68) — премьер-министр Коморских островов (1998—1999)[38].

### 14 июня
- Балтабек, Кызмет (20) — чемпион мира по самбо среди юниоров; убийство[39].
- Ильенко, Юрий Герасимович (73) — украинский кинооператор, режиссёр, сценарист; рак[40].
- Кизим, Леонид Денисович (68) — советский космонавт, дважды Герой Советского Союза, генерал-полковник[41].
- Кодзоев, Багаудин Госпоевич (75) — звеньевой механизированного кукурузоводческого звена совхоза «40 лет Октября» (Ингушетия, Россия), Герой Социалистического Труда[42]..
- Хаммерер, Рези (85) — австрийская горнолыжница, бронзовая медалистка зимних Игр в Санкт-Морице (1948) в скоростном спуске[43].

### 15 июня
- Гиоев, Хасанбек Георгиевич (82) — Заслуженный тренер России по вольной борьбе.
- Ильенко, Юрий Герасимович (74) — украинский кинооператор, режиссёр, сценарист.
- Кабель, Хайди (95) — немецкая театральная актриса[44].
- Ножиков, Юрий Абрамович (76) — глава администрации Иркутской области (1991—1997)[45].
- Толстая, Наталия Никитична (67) — писательница, переводчица и филолог. Внучка Алексея Толстого[46].
- Фехмию, Беким (74) — югославский, албанский актёр[47].
- Хиккокс, Чарльз Бьюкенен (63) — американский пловец, трёхкратный олимпийский чемпион Мехико-1968 (200 и 400 м комплексным плаванием и комбинированная эстафета 4x100 м); рак[48].

### 16 июня
- Базен, Марк Луи (78) — и. о. президента и премьер-министр Гаити (1992—1993), и. о. премьер-министра (2006)[49].
- Диксон, Билл (84) — американский музыкант, композитор, художник и педагог[50].
- Тамбулатова, Мария Ивановна (73) — народная артистка России, актриса Пензенского областного драматического театра имени А. В. Луначарского[51].
- Татаринов, Ярослав Всеволодович (59) — советский и российский учёный-механик, доктор физико-математических наук, профессор[52]. Архивная копия от 10 ноября 2016 на Wayback Machine
- Форрестер, Морин (79) — канадская оперная певица (контральто)[53].

### 17 июня
- Хорсли, Себастьян (47) — британский художник и писатель; передозировка героина.[54]
- Чижевская, Эльжбета (72) — польская актриса; рак пищевода[55].
- Шидер, Гэри (56) — фанк-гитарист, лидер группы «Funkadelic Garry Shider»; рак[56].

### 18 июня
- Никон, Том (22) — французский фотомодель; самоубийство[57].
- Мануте Бол (47) — суданский баскетболист, один из высочайших игроков НБА; заболевание почек[58].
- Богданович, Богдан (87) — югославский архитектор и эссеист[59].
- Сарамагу, Жозе (87) — португальский писатель, лауреат Нобелевской премии[60].

### 19 июня
- Мубариз Ибрагимов (22) — прапорщик Национальной армии Азербайджана, Национальный герой Азербайджана.
- Косицын, Михаил Викторович (61) — российский валторнист и музыкальный педагог, заслуженный артист России[61]
- Иванов, Леонид Геннадьевич (64) — советский баскетболист, бронзовый призёр чемпионата мира-1963[62].
- Морозов, Иван Васильевич (87) — полковник внутренней службы, Герой Советского Союза[63].
- Пикаев, Александр Алексеевич (48) — российский эксперт по разоружению; обнаружен мёртвым в своей квартире на Мальте[64].
- Чаудри, Анвар (87) — пакистанский спортивный функционер, президент Международной ассоциации любительского бокса (АИБА) (1986—2006)[65].

### 20 июня
- Владимир Дементьев (81) — художник кино. Заслуженный деятель искусств БССР.
- Морозов, Иван Васильевич (87) — Герой Советского Союза, ветеран Великой Отечественной войны, полковник.
- Розато, Роберто (66) — итальянский футболист, игрок «Милана» (1966—1973). Обладатель Кубка чемпионов и Межконтинентального кубка 1969, Кубка кубков 1968, 1973[66].
- Татубаев, Саиль Садырбекович (1962—2010) — казахстанский певец.
- Тодорашко, Евгения Фёдоровна (73) — советская молдавская актриса, народная артистка Республики Молдова.

### 21 июня
- Гуркин, Владимир Павлович (58) — российский актёр, драматург, сценарист. [www.kino-teatr.ru/kino/screenwriter/ros/21858/bio/]

### 22 июня
- Мортимер, Робин Питер (58) — британский автогонщик, владелец компании RPM Motorsport; умер от отравления оксидом азота, использовавшимся в качестве анестетика при занятиях садомазохизмом.[67][68]
- Тарасевич, Владимир Анатольевич (61) — Заслуженный мастер спорта СССР (хоккей с мячом), четырёхкратный чемпион мира.

### 23 июня
- Бергер, Йорг (65) — немецкий футбольный тренер, главный тренер клуба «Шальке-04» (1993—1996)[69].
- Буш, Прескотт младший (87) — американский политический деятель, брат экс-президента США Джорджа Буша старшего и дядя экс-президента США Джорджа Буша младшего[70].
- Воробьёв, Всеволод Михайлович (84) — выдающийся советский и украинский педагог, пианист.
- Мзали, Мохаммед (84) — премьер-министр Туниса (1980—1986)[71].
- Соболев, Владимир Михайлович (85) — советский дипломат, Чрезвычайный и Полномочный Посол СССР в Бельгии (1971—1975), в Финляндии (1979—1988)[72].

### 24 июня
- Куэйф, Пит (66) — рок-музыкант, один из основателей и экс-бас-гитарист британской рок-группы The Kinks[73].
- Любимов, Павел Григорьевич (71) — советский и российский режиссёр, заслуженный деятель искусств Российской Федерации (2000)[74].
- Нарусе, Хирому (67) — главный тест-пилот компании Toyota; автокатастрофа[75].
- Паздзёр, Казимеж (75) — польский боксер, олимпийский чемпион Летних игр в Риме (1960) в лёгком весе[76].
- Шоренстейн, Уолтер (95) — американский миллиардер и благотворитель[77].

### 25 июня
- Андерсон, Фред (80) — джазовый саксофонист и композитор[78].
- Бабаджи, Вивека (37) — индийская топ-модель и актриса; предположительно — самоубийство[79].
- Видугирис, Альгимантас (73) — кинорежиссёр[80].
- Джаватов, Джамалутдин (41) — руководитель одной из террористических группировок на Северном Кавказе; уничтожен в результате спецоперации[81].
- Пучков, Николай Ильич (65) — российский спортивный комментатор.
- Оккерт, Дмитрий Сергеевич (26) — российский тележурналист, ведущий телеканала «Эксперт-ТВ»; убит[82].
- У Гуаньчжун (90) — китайский художник[83].

### 26 июня
- Бразаускас, Альгирдас Миколас (77) — премьер-министр (2001—2006) и президент Литовской республики (1992—1998); рак предстательной железы и лимфома[84].
- Евсеев, Василий Аркадьевич (47) — советский и украинский футболист, мастер спорта международного класса (1986)[85].
- Керес, Харальд Петрович (97) — советский и эстонский астрофизик и физик-теоретик.
- Ларин, Аркадий Егорович (86) — советский, белорусский педагог. Народный учитель СССР.
- Муллоджанова, Шоиста Рубиновна (84) — советская таджикская певица (лирическое сопрано) и педагог, народная артистка Таджикской ССР (1957)[86].
- Хорхе, Паолу Тейшера (81) — министр иностранных дел Анголы (1976—1984)[87].
- Че Мун Шик (85) — председатель Национального собрания Южной Кореи (1983—1985)[88].

### 27 июня
- Джуффре, Альдо (86) — итальянский актёр[89].
- Ильин, Юрий Александрович (52) — российский театральный деятель, главный режиссёр Брянского областного драматического театра, заслуженный деятель искусств Республики Марий Эл; саркома лёгкого[90].
- Чеснокова, Валентина Фёдоровна (75) — российский социолог[91].

### 28 июня
- Бёрд, Роберт (92) — старейший американский сенатор от Демократической партии, неоднократно — председатель Сената США[92].
- Окойн, Билл (66) — менеджер индустрии звукозаписи (Kiss, Билли Айдол и др)[93]
- Хайек, Николас (82) — основатель и президент компании Swatch Group[94].
- Штормс, Адольф (90) — бывший член СС, нацистский военный преступник[95]
- Щербаков, Василий Васильевич (59) — Герой Советского Союза, заместитель председателя «Белорусского союза ветеранов войны в Афганистане» (БСВВА)[96].

### 29 июня
- Барщевский, Антон Дмитриевич (42) — российский кинорежиссёр и продюсер, член Союза кинематографистов России[97].

### 30 июня
- Дмитрий Жмуровский (92) — Герой Советского Союза.
- Сергей Крымский (80) — украинский философ, культуролог.